# Panaxia pompalis
Panaxia pompalis là một loài bướm đêm thuộc phân họ Arctiinae, họ Erebidae.